# John Metgod
Johannes ("John") Antonius Bernardus Metgod (ur. 27 lutego 1958 w Amsterdamie) – piłkarz holenderski grający na pozycji środkowego obrońcy.

## Kariera klubowa
Metgod jest wychowankiem klubu AFC DWS, ale dopiero w drużynie HFC Haarlem zaczął grać w piłkę na profesjonalnym poziomie. 15 września 1975 zadebiutował w barwach HFC w Eerstedivisie w przegranym 0:4 meczu z FC Groningen. Był zawodnikiem pierwszego składu, a grał na tyle udanie, że już latem 1976 trafił do Eredivisie, gdyż kupił go AZ Alkmaar. Od razu po przyjściu do AZ wywalczył miejsce w podstawowej jedenastce i stał się podporą defensywy klubu z Alkmaaru. W 1978 roku wywalczył Puchar Holandii, a w lidze popisał się wysoką skutecznością, jak na obrońcę, zdobywając 9 goli. Kolejne sukcesy przyszły w 1981 roku. Z AZ Metgod wywalczył dublet: mistrzostwo Holandii oraz puchar, a w Pucharze UEFA dotarł do finału, w którym jednak holenderski klub okazał się gorszy w dwumeczu od Ipswich Town (Metgod wystąpił w obu finałowych meczach). Rok później, w 1982, Metgod po raz trzeci sięgnął po holenderski puchar.
Latem po sezonie John otrzymał ofertę od Realu Madryt i postanowił podpisać kontrakt z madryckim klubem. Na środku obrony występował wówczas z Jose Antonio Camacho, ale akurat trafił na okres dominacji Athletic Bilbao w Primera División. W pierwszym sezonie rozegrał 32 mecze, a w drugim już tylko 17, walcząc o miejsce w składzie z Manuelem Sanchísem i Chendo. W obu przypadkach z Realem zostawał wicemistrzem Hiszpanii.
W 1984 roku po 2 latach spędzonych w Hiszpanii Metgod wyjechał na Wyspy Brytyjskie i został piłkarzem Nottingham Forest F.C. W Forest grał w wyjściowej jedenastce, w linii obrony będąc ustawianym z przyszłymi reprezentantami Anglii, Desem Walkerem oraz Stuartem Pearce'em. Z Nottingham nie osiągał jednak sukcesów ani w lidze, ani w Pucharze Anglii i po 3 sezonach gry na City Ground przeniósł się do Tottenhamu Hotspur. W Tottenhamie zagrał jednak tylko w 12 meczach Division One i nie miał miejsca w składzie.
W 1988 roku Metgod wrócił do Holandii i podpisał kontrakt z Feyenoordem. W Feyenoordzie zadebiutował 21 sierpnia w zremisowanym 2:2 meczu z PSV Eindhoven. Pierwszy sukces z klubem z Rotterdamu osiągnął jednak dopiero w 1991 roku gdy wywalczył Puchar Holandii, a powtórzył to w 1992 roku. W 1993 roku został mistrzem kraju (drugi raz w karierze), a w 1994 zdobył ostatnie trofeum, czyli swój szósty już puchar. W tym ostatnim sezonie – 1993/1994 – nie miał już miejsca w pierwszej jedenastce, a 16 stycznia rozegrał swój ostatni mecz w karierze (Feyenoord – VVV Venlo 5:0). Karierę zakończył w wieku 36 lat.
| Sezon   | Klub                   | Kraj      | Rozgrywki        | Mecze | Bramki |
| ------- | ---------------------- | --------- | ---------------- | ----- | ------ |
| 1975/76 | HFC Haarlem            | Holandia  | Eerstedivisie    | 32    | 1      |
| 1976/77 | AZ Alkmaar             | Holandia  | Eredivisie       | 30    | 5      |
| 1977/78 | AZ Alkmaar             | Holandia  | Eredivisie       | 34    | 9      |
| 1978/79 | AZ Alkmaar             | Holandia  | Eredivisie       | 32    | 1      |
| 1979/80 | AZ Alkmaar             | Holandia  | Eredivisie       | 34    | 4      |
| 1980/81 | AZ Alkmaar             | Holandia  | Eredivisie       | 34    | 3      |
| 1981/82 | AZ Alkmaar             | Holandia  | Eredivisie       | 31    | 3      |
| 1982/83 | Real Madryt            | Hiszpania | Primera División | 32    | 0      |
| 1983/84 | Real Madryt            | Hiszpania | Primera División | 17    | 1      |
| 1984/85 | Nottingham Forest F.C. | Anglia    | Division One     | 40    | 6      |
| 1985/86 | Nottingham Forest F.C. | Anglia    | Division One     | 39    | 6      |
| 1986/87 | Nottingham Forest F.C. | Anglia    | Division One     | 37    | 3      |
| 1987/88 | Tottenham Hotspur      | Anglia    | Division One     | 12    | 0      |
| 1988/89 | Feyenoord              | Holandia  | Eredivisie       | 30    | 3      |
| 1989/90 | Feyenoord              | Holandia  | Eredivisie       | 27    | 4      |
| 1990/91 | Feyenoord              | Holandia  | Eredivisie       | 32    | 0      |
| 1991/92 | Feyenoord              | Holandia  | Eredivisie       | 34    | 3      |
| 1992/93 | Feyenoord              | Holandia  | Eredivisie       | 34    | 2      |
| 1993/94 | Feyenoord              | Holandia  | Eredivisie       | 7     | 1      |

## Kariera reprezentacyjna
W reprezentacji Holandii Metgod zadebiutował 15 listopada 1978 w wygranym 3:0 meczu z NRD. W 1980 roku został powołany przez Jana Zwartkruisa do kadry na finały Mistrzostw Europy we Włoszech. Tam nie zagrał jednak ani minuty, a Holandia odpadła już po fazie grupowej. Grał także w nieudanych eliminacjach do MŚ 1982 oraz Euro 1984. Ostatni mecz w kadrze rozegrał w 1983 roku. W reprezentacji Holandii Metgod wystąpił łącznie w 21 meczach i strzelił 4 gole.

## Kariera trenerska
Po zakończeniu kariery Metgod został trenerem. Szkolił młodzież w Feyenoordzie Rotterdam, a także przez krótkie okresy czasu był pierwszym trenerem Excelsioru Rotterdam. Najdłużej jednak pracował jako asystent w Feyenoordzie między innymi Leo Beenhakkera, Berta van Marwijka, a obecnie Erwina Koemana.

## Sukcesy
- Mistrzostwo Holandii: 1981 z AZ, 1993 z Feyenoordem
- Puchar Holandii: 1978, 1981, 1982 z AZ, 1991, 1992, 1994 z Feyenoordem
- Wicemistrzostwo Hiszpanii: 1983, 1984 z Realem Madryt
- Udział w ME: 1980 (był w kadrze)